# Боділ К'єр
Боділ К'єр (дан. Bodil Kjer; 2 вересня 1917 — 1 лютого 2003) — данська акторка театру і кіно, яка за свою чарівність та майстерність отримала титул Примадонни та першої леді данського театру.

## Біографія
Боділ Валборг Керен Еллен К'єр народилася 2 вересня 1917 року в Копенгагені в сім'ї данського менеджера Ернста К'єра і його дружини німецького походження Еллі.
Після закінчення акторської студії Королівського театру Данії (1936) протягом усієї акторської кар'єри виступала на його сцені, за винятком 1955–1959 років, коли працювала в трупі Нового театру (дан. Det ny teater). У кіно дебютувала наприкінці 1930-х років.
Чотири рази лауреат головної національної кінопремії Данії за виконання головних ролей у фільмах «Солдат і Джені» (1948), «Зустрічай мене на Касіопеї» (1952), ролі другого плану у фільмі «Поліцейський» (1976) і Почесного призу за життєвий внесок у розвиток данського кіномистецтва.
Крім того, саму премію, що вручається Данською національною асоціацією кінокритиків, було з часом названо «Боділ», на честь двох видатних данських акторок, що носили це ім'я — Боділ К'єр та Боділ Іпсен.

## Фільмографія

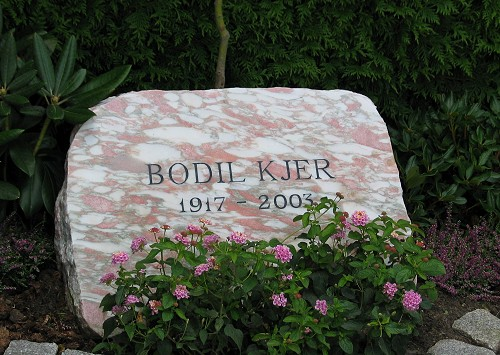
Могила Боділ К'єр

| Рік  |   | Українська назва            | Оригінальна назва         | Роль                         |
| ---- | - | --------------------------- | ------------------------- | ---------------------------- |
| 1937 | ф |                             | Flådens blå matroser      | домоправителька в Холмі      |
| 1938 | ф | Балерина                    | Balletten danser          | Ельзе Моллер                 |
| 1941 | ф |                             | Tag til Rønneby Kro       | Анна-Ліза                    |
| 1941 | ф | Заповіт тітки Крамер        | Tante Cramers testamente  | хатня робітниця Герда Хансен |
| 1941 | ф |                             | Far skal giftes           | Бірте Дженсен                |
| 1942 | ф | Джентльмен у вечірній сукні | En herre i kjole og hvidt | Ліллі Дженсен                |
| 1942 | ф |                             | Vi kunne ha' det så rart  | Лене Банг                    |
| 1942 | ф | Сорен Сондервольд           | Søren Søndervold          | Ханне                        |
| 1943 | ф | Драма у замку               | Drama på slottet          | Анна Дальвіг                 |
| 1943 | ф |                             | Hans Onsdagsveninde       | Магда Гансен                 |
| 1943 | ф | Злободенне питання          | Det brændende spørgsmål   | Боділ Краґх                  |
| 1944 | ф | Двоє закоханих              | To som elsker hinanden    | Еллен Селструп               |
| 1944 | ф | Вісім акордів               | Otte akkorder             | Еллен                        |
| 1944 | ф | Еллі Петерсен               | Elly Petersen             | Еллі Петерсен                |
| 1945 | ф |                             | Den usynlige hær          | Еліс                         |
| 1947 | ф | Солдат і Дженні             | Soldaten og Jenny         | Дженні                       |
| 1949 | ф | Ваше минуле забуто          | Din fortid er glemt       | Анна                         |
| 1949 | ф | Йон і Ірена                 | John og Irene             | Ірена                        |
| 1950 | ф | Моя дружина невинна         | Min kone er uskyldig      | Бетті Лунд                   |
| 1951 | ф | Зустрічай мене на Касіопеї  | Mød mig på Cassiopeia     | Полігімнія (муза)            |
| 1968 | ф | У зеленому лісі             | I den grønne skov         | Міріам                       |
| 1971 | ф | Зниклий клерк               | Den forsvundne fuldmægtig | місіс Амстед                 |
| 1974 | ф | Принц Піві                  | Prins Piwi                | озвучка                      |
| 1976 | ф | Поліцейський                | Strømer                   | Сабіна Лунд                  |
| 1976 | ф | Серця-бродяги               | Hjerter er trumf          | Карен, мати Вернера          |
| 1978 | ф | Дзеркало, дзеркало          | Lille spejl               | Глорія Гібсон, мати Бена     |
| 1979 | ф | Трахни мене традиційно      | Rend mig i traditionerne  | мати Девіда                  |
| 1987 | ф | Бенкет Бабетти              | Babettes gæstebud         | Філіппа                      |
| 1995 | ф | Сивина в бороду             | Pakten                    | Маріанна Гаас                |